# Athrotaxis
Athrotaxis è un genere di due o tre specie (a seconda dell'opinione tassonomica) di conifere facente parte della famiglia dei cipressi, Cupressaceae. Il genere è endemico dell'Australia fino alla Tasmania occidentale, dove crescono nelle foreste pluviali temperate di alta quota.

## Descrizione
Sono alberi sempreverdi di medie dimensioni, raggiungono i 10–30 m (raramente 40 m) di altezza e il diametro del tronco di 1-1,5 m.  Le foglie sono a forma di squama, lunghe 3–14 mm, sono portate a spirale sui germogli. I coni sono da globosi a ovali, 1–3 cm di diametro, con 15-35 scaglie, ciascuna con 3-6 semi;  sono maturi in 7-9 mesi dopo l'impollinazione, quando si aprono per rilasciare i semi. I coni maschili (contenenti polline) sono piccoli e perdono il polline all'inizio della primavera.
Sono molto suscettibili agli incendi boschivi e sono diminuiti notevolmente a causa di incendi accidentali e dolosi durante la colonizzazione europea della Tasmania.

## Tassonomia
I tre taxon di Athrotaxis sono variamente trattati come tre specie distinte, o come due specie, con il terzo taxon che è un ibrido tra gli altri due. Ad oggi, le prove sono state inconcludenti, con alcuni dati che suggeriscono un'origine ibrida, ma altre prove suggeriscono che il terzo è distinto e non un ibrido.
| Pianta | Foglie | Nome scientifico                                                  | Distribuzione        |
| ------ | ------ | ----------------------------------------------------------------- | -------------------- |
|        |        | Athrotaxis cupressoides D.Don.                                    | Tasmania, Australia. |
|        |        | Athrotaxis selaginoides D.Don.                                    | Tasmania, Australia. |
|        |        | Athrotaxis laxifolia Hook. (? A. cupressoides × A. selaginoides). | Tasmania, Australia. |

## Usi
Il legno è profumato e resistente, ed è stato ampiamente utilizzato in passato in Tasmania, ma ora è troppo raro per qualsiasi taglio. Tutti e tre sono alberi ornamentali molto attraenti con fogliame lussureggiante, sebbene siano generalmente piantati solo in arboreti o giardini botanici.  La coltivazione lontano dalla loro area nativa ha successo solo in aree con precipitazioni elevate, inverni miti ed estati fresche, come le isole britanniche, il Pacifico nord-occidentale del Nord America e la Nuova Zelanda.
Esemplari del genere e molte delle sue forme fogliari possono essere visti nelle collezioni viventi del Tasmanian Arboretum.